# Anoplosiagum scaramuzzai
Anoplosiagum scaramuzzai är en skalbaggsart som beskrevs av Chapin 1935. Anoplosiagum scaramuzzai ingår i släktet Anoplosiagum och familjen Melolonthidae. Inga underarter finns listade i Catalogue of Life.